# Скіцько Марія Олексіївна
Марія Олексіївна Голодюк, у шлюбі Скіцько (8 листопада 1928, село Тишківці Станиславівського воєводства, Польща, тепер Городенківського району Івано-Франківської області — 26 листопада 2006, село Тишківці Городенківського району Івано-Франківської області) — українська політична діячка. Голова колгоспу «Радянська Конституція» Городенківського району Івано-Франківської області, Герой Соціалістичної Праці (22.03.1966). Депутатка Верховної Ради УРСР 10—11-го скликань.

## Біографія
Народилася в селянській родині Олексія Голодюка. Навчалася в школі села Тишківці, заочно закінчила Рогатинський зооветеринарний технікум.
У 1948—1955 роках — колгоспниця колгоспу імені Шевченка села Тишківці Городенківського району Станіславської області. 
У 1955—1977 роках — доярка колгоспу імені Шевченка, зоотехнік колгоспу імені Леніна Городенківського району Станіславської (Івано-Франківської) області.
Член КПРС з 1962 року.
У 1977—1989 роках — голова колгоспу «Радянська Конституція» села Лука Городенківського району Івано-Франківської області.
Потім — на пенсії в селі Тишківцях Городенківського району Івано-Франківської області.

## Нагороди
- Герой Соціалістичної Праці (22.03.1966)
- Два ордени Леніна (22.03.1966)
- Орден «Знак Пошани»
- Медалі